# Thủy điện Nậm Hóa
Thủy điện Nậm Hóa là các thủy điện xây dựng trên dòng Nậm Hóa (hay Nậm Hua)  tại vùng đất xã Mường Bám, huyện Thuận Châu tỉnh Sơn La, Việt Nam 
Thủy điện Nậm Hóa hiện có 2 bậc với tổng công suất lắp máy 26 MW.
- Thủy điện Nậm Hóa 1 công suất lắp máy 18 MW, tại xã Mường Bám, huyện Thuận Châu, hoàn thành 2010 [3].
- Thủy điện Nậm Hóa 2 công suất lắp máy 8 MW, tại xã Mường Bám, huyện Thuận Châu, thi công 2012-2013 [4]. 21°21′23″B 103°24′27″Đ / 21,356474°B 103,407472°Đ

## Nậm Hóa
Nậm Hóa hay Nậm Hua khởi nguồn từ mạng sông suối ở huyện Mường Ảng và Tuần Giáo thành hai dòng chính. Hai dòng này hợp lưu ở giữa xã Chiềng Sinh 21°31′3″B 103°21′7″Đ / 21,5175°B 103,35194°Đ.
Sau đó nó chảy uốn lượn qua xã Búng Lao, Mường Bám. Tại đầu xã Mường Bám có dòng Nậm É đổ vào 21°25′54″B 103°25′15″Đ / 21,43167°B 103,42083°Đ. Đến đầu xã Bó Sinh thì đổ vào Sông Mã.